# Мекленбургский дом

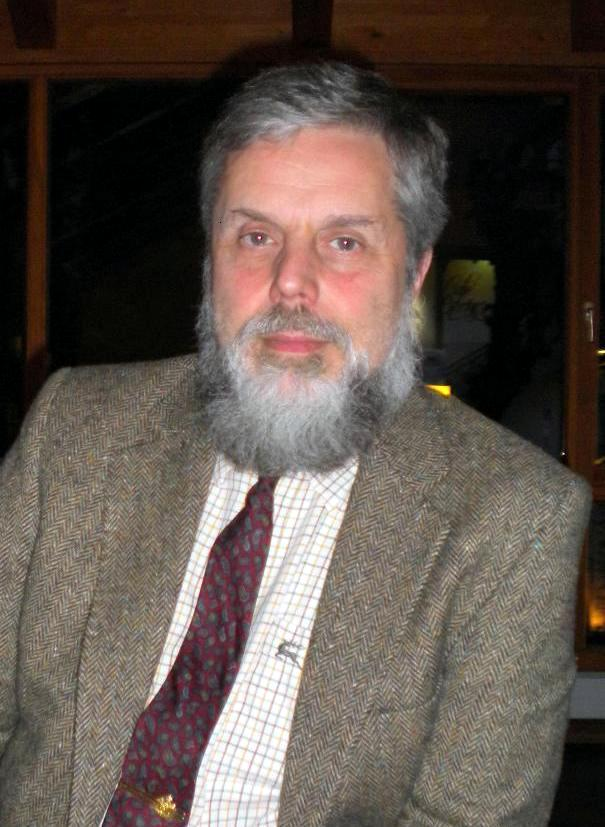
Глава Мекленбург-Стрелицкого (с 1996 года) и Мекленбургского (с 2001 года) дома Его Высочество герцог Борвин Мекленбургский, граф Карлов, единственный сын Герцога Георга Александра (р. 10 июня 1956 г.)

Мекленбу́ргский дом — благородный род славянского происхождения, который правил Передней (Западной) Померанией с XII века до 1918 года. Династию основал вождь бодричей по имени Никлот, отсюда другие названия — Никлотинги и Ободритская династия. Ранее у бодричей властвовали Накониды. Восточной (Дальней) Померанией правил Померанский дом (Грифичи).
Помимо собственно Мекленбурга, представители рода Никлотичей (Никлотингов) правили и другими землями:
- Альбрехт Мекленбургский в 1364-89 гг. царствовал в Швеции.
- Анна Леопольдовна, дочь герцога Мекленбург-Шверинского, приняла православие и в 1740-41 гг. регентствовала в России.
- Адольф Фридрих Мекленбург-Шверинский в 1918 г. принял предложение возглавить Балтийское герцогство (фактически не правил).
- Юлиана, дочь герцога Мекленбург-Шверинского, в 1948-80 гг. занимала престол Нидерландов.

## История
После гибели последнего независимого князя ободритов Никлота (правившего около 1135—1160) и его сына Вертислава, второй его сын Прибыслав II (1160—1178) решает пойти на мировую с немцами и присягает Генриху Льву. Он-то и становится основателем Мекленбургского дома. С этих пор земли ободритов окончательно попадают в состав Священной Римской Империи. Сами ободриты, вслед за своей знатью, постепенно онемечиваются. Славянский язык окончательно перестаёт звучать в их землях в конце XVIII — начале XIX веков. (см. полабский язык)
В 1347 году правители (графы) Мекленбургского замка  (букв. «большой крепости») были удостоены отдельного голоса в рейхстаге Священной Римской империи вместе с герцогским титулом. Благодаря удачным бракам после угасания национальных династий в Швеции и Норвегии к ним перешли права на эти престолы. Эти притязания отчасти были реализованы в 1363 году, когда герцог Альбрехт Мекленбургский был избран королём Швеции. В дальнейшем глава Мекленбургского дома продолжал титуловать себя королём Швеции и Норвегии, отрицая законность Ольденбургской династии, фактически правившей в государствах Кальмарской унии.
Подобно другим германским феодальным родам, Никлотинги не раз перераспределяли семейные владения. По первому разделу 1234 года были выделены сеньории с центрами в Висмаре, Ростоке, Гюстрове, Верле и Варене. В 1348—1471 гг. старшая линия Мекленбургского дома правила в Шверине (Мекленбург-Шверин), а младшая — в Штаргарде (Мекленбург-Штаргард). В конце XV века весь Мекленбург соединился под властью старшей (шверинской) линии. С 1555 по 1695 гг. младшая линия вновь правила своими владениями из Гюстрова (см. Мекленбург-Гюстров).

Резиденции правителей Мекленбурга
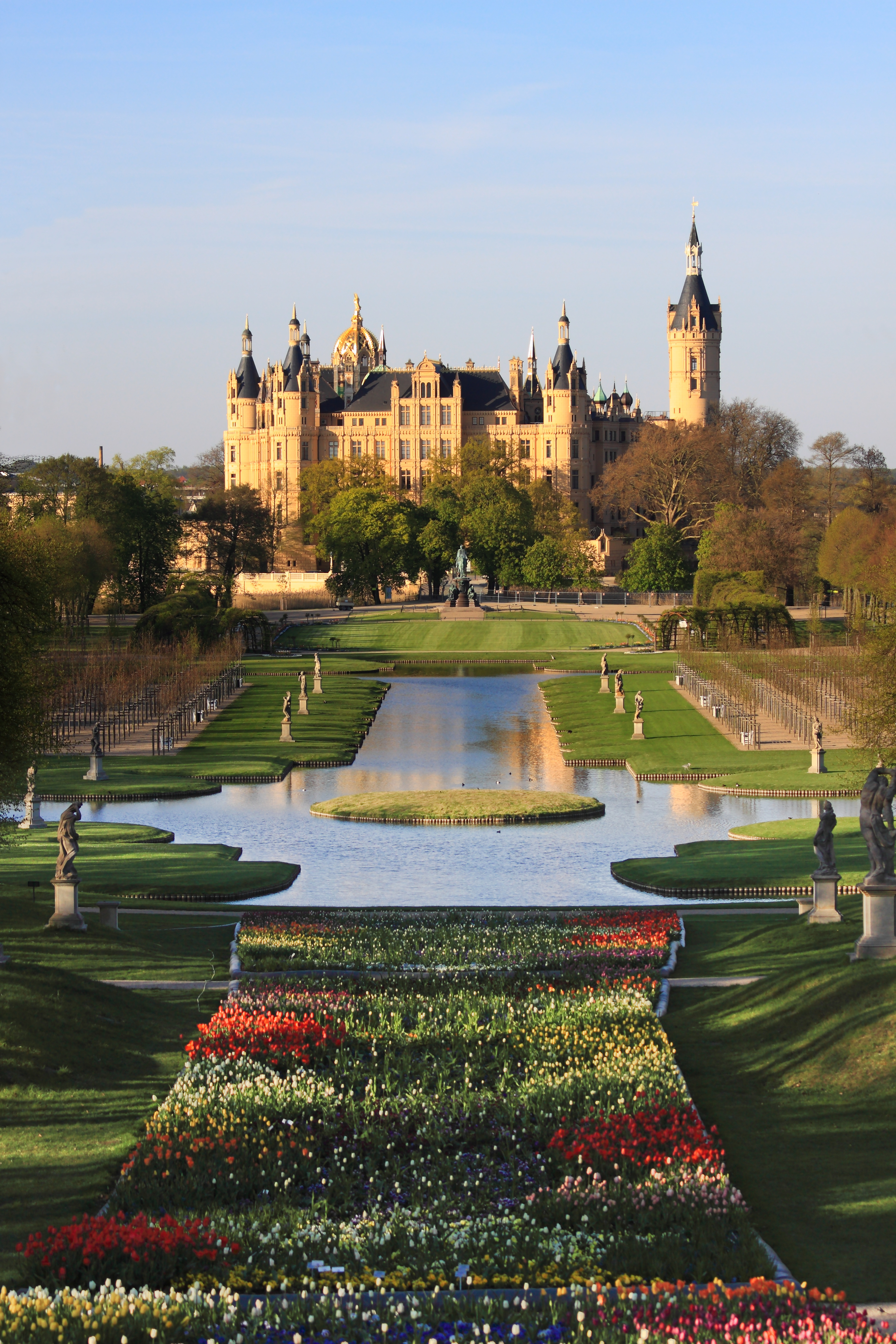
Шверинский замок
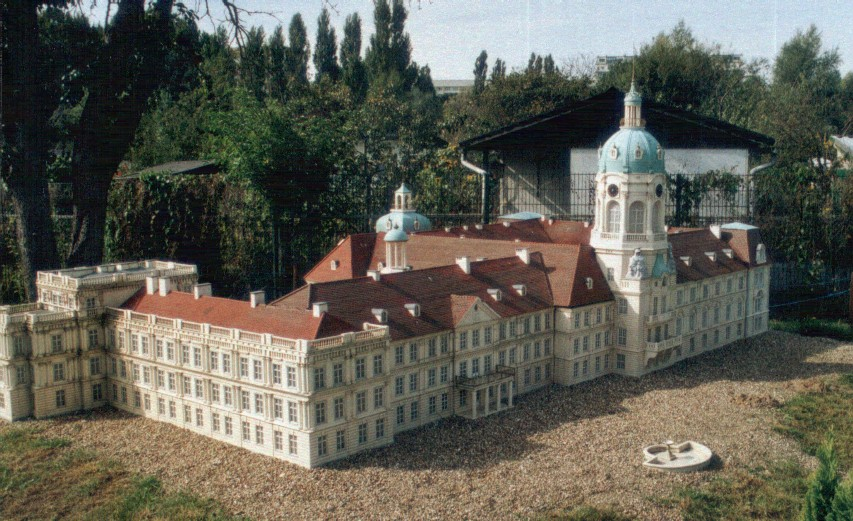
Замок Нойштрелиц (уничтожен в 1945 г.)
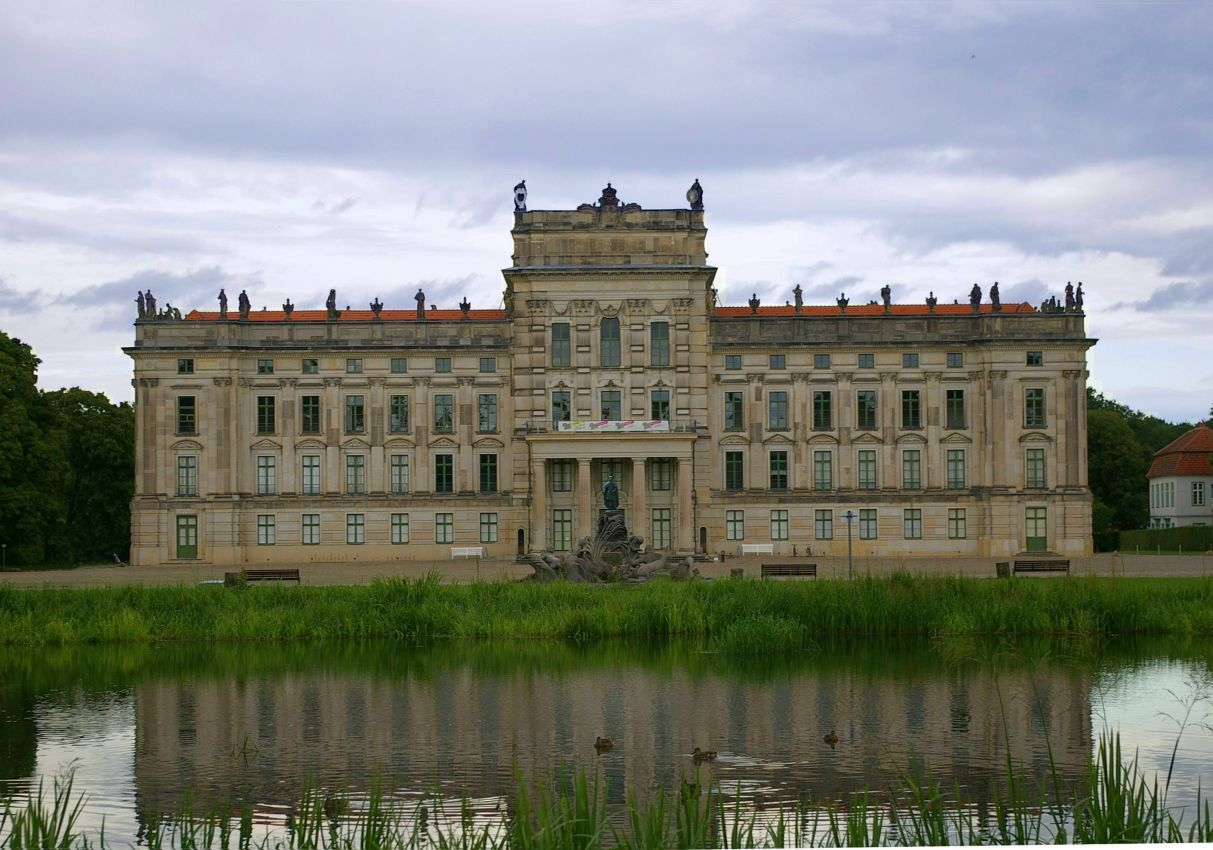
Дворец-замок Людвигслюст
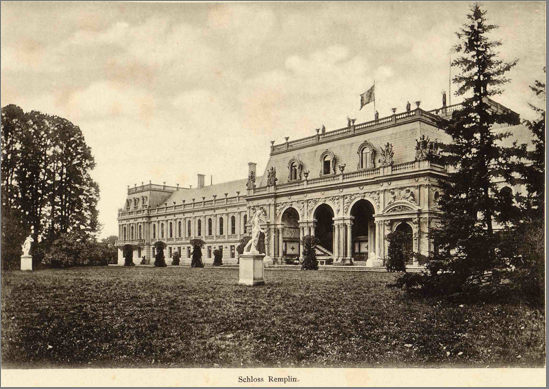
Ремплинский дворец (снесён в 1940 г.)
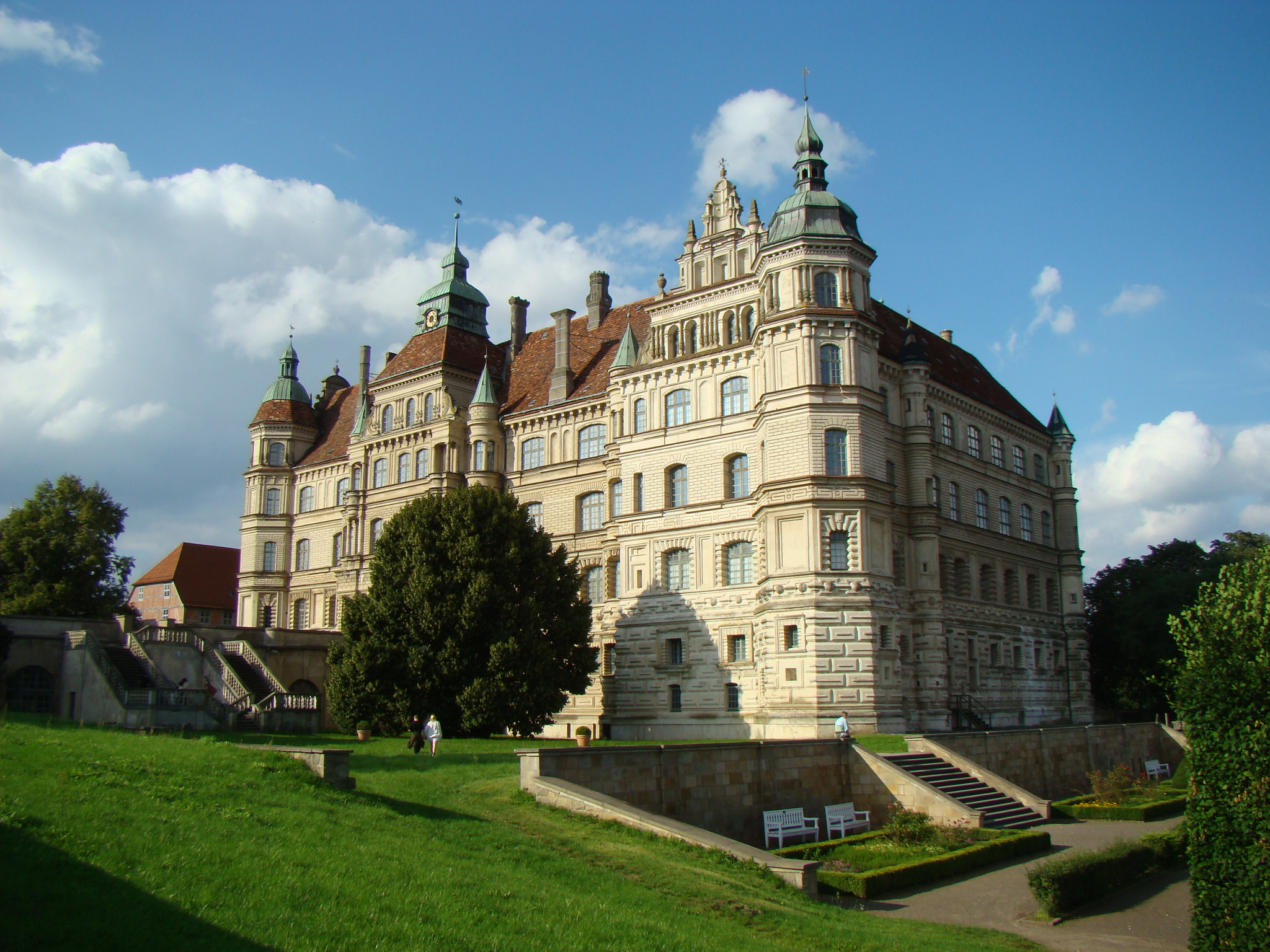
Гюстровский замок

Наконец, 8 марта 1701 года в Гамбурге была достигнута историческая договорённость о разделе Мекленбурга на Мекленбург старшей линии (Мекленбург-Шверин) и Мекленбург младшей линии (Мекленбург-Стрелиц). В случае угасания обеих права на Мекленбург должны были перейти к прусским Гогенцоллернам. Решением Венского конгресса 1815 года титул правителей Мекленбург-Шверина и Мекленбург-Стрелица был повышен с герцогского до великогерцогского. Дети и внуки великих герцогов назывались не принцами, а герцогами.

## Связи с Россией

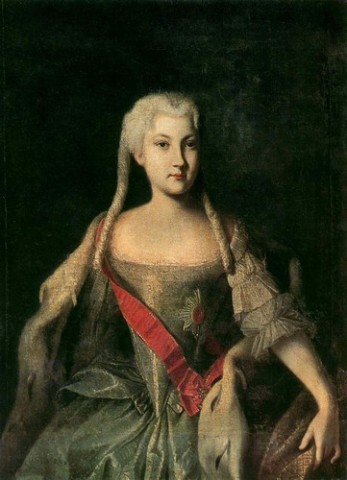
Анна Леопольдовна — правительница России из Мекленбургского дома

Мекленбургский дом выделяется среди других германских династий не только своими славянскими корнями, но и достаточно многочисленными браками с представителями российского императорского дома:
- Царевна Екатерина Иоанновна 19 апреля 1716 года обвенчалась в Данциге с герцогом Карлом Леопольдом Мекленбург-Шверинским. Их дочь Анна Леопольдовна была правительницей России после смерти своей тётки Анны Иоанновны.
- Великая княгиня Елена Павловна 23 октября 1799 года обвенчалась в Гатчине с герцогом Фридрихом Людвигом Мекленбург-Шверинским.
- Великий князь Владимир Александрович 28 августа 1874 г. в Петербурге сочетался браком с Марией Александриной Мекленбург-Шверинской. От этого брака происходит старшая из существующих ветвь дома Романовых, называемая Кирилловичами.
- Великая княжна Анастасия Михайловна 24 января 1879 г. в Петербурге вступила в брак с великим герцогом Фридрихом Францем Мекленбург-Шверинским.
- Великая княжна Екатерина Михайловна 16 февраля 1851 года стала женой герцога (то есть принца) Георга Августа Мекленбург-Стрелицкого.

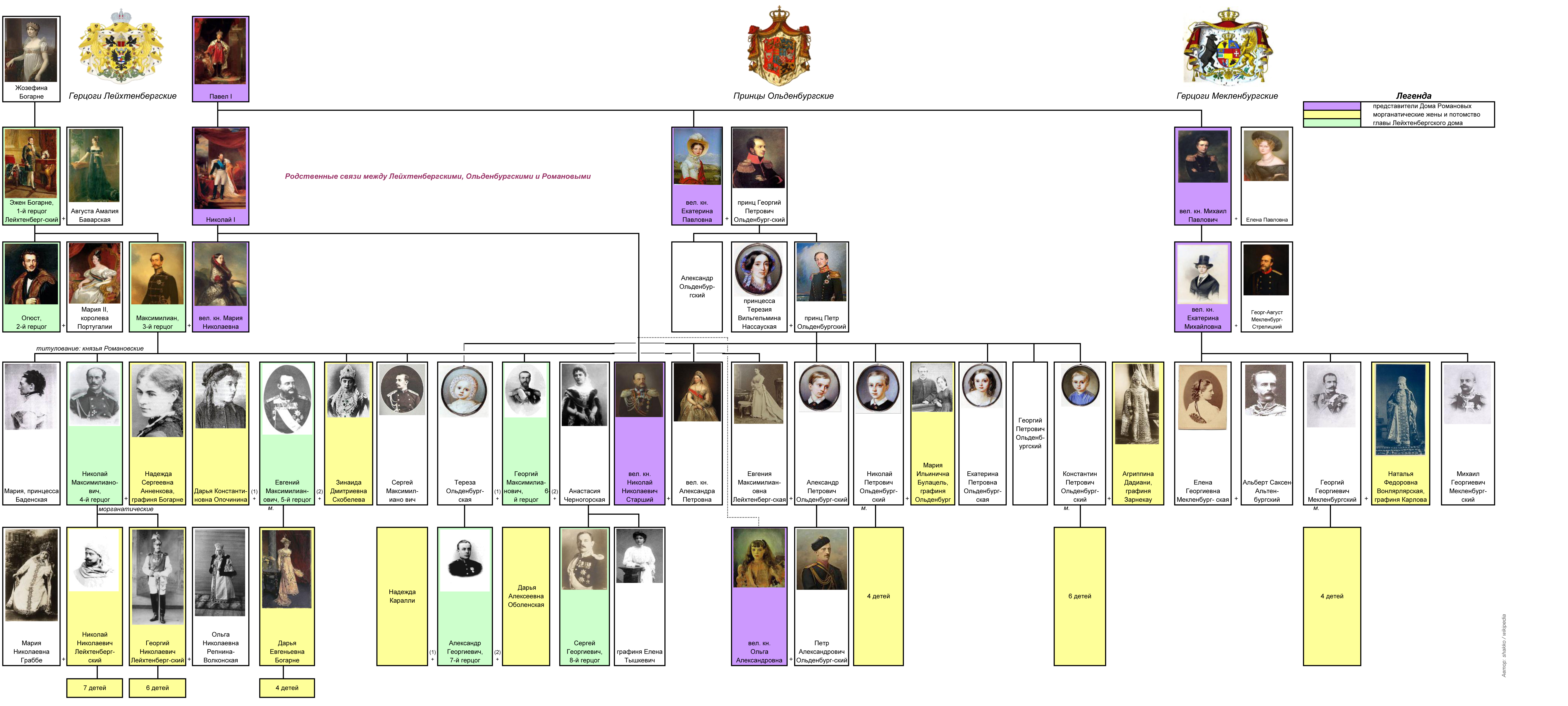
Родословное древо российских ветвей герцогов Лейхтенбергских, принцев Ольденбургских, герцогов Мекленбургских и их родственных взаимоотношений с домом Романовых

Потомки последнего брака обосновались до 1917 года во дворцах Ораниенбаума и фактически обрусели. К примеру, обе внучки Георга Августа были замужем за русскими князьями Голицыными. Помимо Ораниенбаума, Мекленбургские на русской службе унаследовали и другие имения Михаила Павловича — Михайловский дворец и Каменный остров в столице.

## Династический кризис
В феврале 1918 года при загадочных обстоятельствах умер Адольф Фридрих, великий герцог Мекленбург-Стрелицкий. Все оставшиеся представители стрелицкой линии Мекленбургского дома на тот момент жили в России. Старейшим был двоюродный дядя покойного, Михаил Карл, который в начале Первой мировой войны принял русское подданство и объявил об отказе от притязаний на престолонаследие в Германии.
Чтобы обеспечить продолжение рода, Михаил Карл в 1928 г. усыновил своего племянника графа Георгия Карлова, который был рождён в морганатическом браке русского генерала Георга Мекленбург-Стрелицкого с фрейлиной Вонлярской (позднее графиней Карловой). Права потомков графа Карлова и его жены, графини Толстой (урождённой Раевской), на наследование Мекленбург-Стрелица признал и глава шверинской линии Мекленбургского дома. Однако Гогенцоллерны, ссылаясь на договор 1701 года, оспаривали законность этих решений. Они были возведены в великие герцогства путем признания на Венском конгрессе. В 1918 году, менее чем через год после отмены монархии, основная линия Стрелиц вымерла и тогдашний великий герцог Мекленбург-Шверинский занял пост регента, но споры о престолонаследии (в России жила второстепенная Мекленбург-Стрелицая ветвь) были не решены до тех пор, пока две маленькие монархии не стали двумя республиками. Мекленбург-Стрелиц стал единственной сохранившейся ветвью мужской линии дома великих герцогов. Нынешним главой этого дома является Борвин, герцог Мекленбургский. Его дедушкой был граф Георг Карлов, морганатический сын герцога Георга Александра Мекленбургского (1859-1909). Граф Георг Карлов был усыновлен в 1928 году своим дядей, герцогом Михаилом Мекленбургским, главой дома Мекленбург-Стрелиц. Затем он принял титул герцога Мекленбургского, который был подтвержден главой Императорского Дома России великим князем Кириллом Владимировичем 18 июля 1929 года и признан 23 декабря великим герцогом Фридрихом Франциском IV, главой шверинской линии. Он сменил своего дядю на посту главы дома 6 декабря 1934 года и получил титул Высочества 18 декабря 1950 года. Помимо герцога Борвина, нынешними членами Дома Мекленбург-Стрелиц являются его жена герцогиня Алиса (урожденная Вагнер, 1959 г.р.); его дети герцогиня Ольга (1988 г.р.), герцоги Алехандро (1991 г.р.) и Мигель (1994 г.р.); его сестры, герцогини Элизабет Кристина (1947 г.р.), Мария Катерина (1949 г.р.) и Ирен (1952 г.р.); и его дядя, герцог Карлос Хорхе (1933 г.р.).
Между тем и шверинская ветвь, после потери престола в 1918 году оставшаяся жить в Людвигслюсте, находилась на грани угасания. У сына последнего великого герцога, Фридриха Франца, не было сыновей. С его смертью в 2001 году шверинская линия пресеклась в мужском колене. Единственными ныне живущими представителями Мекленбургского дома, таким образом, остаются потомки морганатического союза Георгия Георгиевича и графини Карловой.